# Urbano Rivera
Urbano Rivera (ur. 1 stycznia 1934) – piłkarz urugwajski, pomocnik.
Jako piłkarz Danubio FC wziął udział wraz z reprezentacją Urugwaju w turnieju Copa América 1953. Zagrał w pięciu meczach - z Chile, Paragwajem, Ekwadorem i Peru (nie wystąpił tylko w pierwszym spotkaniu z Boliwią). Urugwaj zajął wówczas trzecie miejsce - za Paragwajem i Brazylią.
Będąc wciąż piłkarzem klubu Danubio był w kadrze reprezentacji Urugwaju podczas finałów mistrzostw świata w 1954 roku. Urugwaj zajął wówczas 4. miejsce, jednak Rivera nie wystąpił w żadnym z meczów.